# Leptogaster tricolor
Leptogaster tricolor är en tvåvingeart som beskrevs av Walker 1856. Leptogaster tricolor ingår i släktet Leptogaster och familjen rovflugor. Inga underarter finns listade i Catalogue of Life.